# Amblygobius
Az Amblygobius a csontos halak (Osteichthyes) főosztályának a sugarasúszójú halak (Actinopterygii) osztályába, ezen belül a sügéralakúak (Perciformes) rendjébe, a gébfélék (Gobiidae) családjába és a Gobiinae alcsaládjába tartozó nem.

## Rendszerezés
A nembe az alábbi 14 faj tartozik:
- Amblygobius albimaculatus (Rüppell, 1830)
- Amblygobius buanensis Herre, 1927
- Amblygobius bynoensis (Richardson, 1844)
- Amblygobius decussatus (Bleeker, 1855)
- Amblygobius esakiae Herre, 1939
- Amblygobius linki Herre, 1927
- Amblygobius magnusi (Klausewitz, 1968)
- Amblygobius nocturnus (Herre, 1945)
- Amblygobius phalaena (Valenciennes, 1837)
- Amblygobius semicinctus (Bennett, 1833)
- Amblygobius sewardii (Playfair, 1867)
- Amblygobius sphynx (Valenciennes, 1837)
- Amblygobius stethophthalmus (Bleeker, 1851)
- Amblygobius tekomaji (Smith, 1959)